# Francisco Morazán (departement)
Departamento de Francisco Morazán är ett departement i Honduras. Det ligger i den centrala delen av landet, 19 km norr om huvudstaden Tegucigalpa. Antalet invånare är 1 680 700. Arean är 8 619 kvadratkilometer.
Terrängen i Departamento de Francisco Morazán är huvudsakligen bergig, men åt nordost är den kuperad.
Departamento de Francisco Morazán delas in i kommunerna:

1. Alubarén
2. Cedros
3. Curarén
4. Distrito Central
5. El Porvenir
6. Guaimaca
7. La Libertad
8. La Venta
9. Lepaterique
10. Maraita
11. Marale
12. Nueva Armenia
13. Ojojona
14. Orica
15. Reitoca
16. Sabanagrande
17. San Antonio de Oriente
18. San Buenaventura
19. San Ignacio
20. San Juan de Flores
21. San Miguelito
22. Santa Ana
23. Santa Lucía
24. Talanga
25. Tatumbla
26. Valle de Ángeles
27. Vallecillo
28. Villa de San Francisco

Följande samhällen finns i Departamento de Francisco Morazán:

- Tegucigalpa
- Cofradia
- Talanga
- Guaimaca
- Villa de San Francisco
- Valle de Ángeles
- Zambrano
- San Juan de Flores
- El Porvenir
- Ojojona
- Támara
- La Ermita
- Orica
- San Ignacio
- Villa Nueva
- Santa Lucía
- Lepaterique
- Sabanagrande
- Río Abajo
- El Suyatal
- Vallecillo
- El Guapinol
- El Pedernal
- Marale
- Yaguacire
- El Lolo
- Quebradas
- Cofradía
- El Guantillo
- El Escanito
- Mata de Plátano
- El Chimbo
- El Tablón
- Reitoca
- Cerro Grande
- El Terrero
- El Guante
- Santa Ana
- Cedros
- Agalteca
- Escano de Tepales
- Mateo
- Alubarén
- Pueblo Nuevo
- El Durazno
- San Juancito
- Las Tapias
- Urrutia
- El Tizatillo